# Mesoleius melanoleucus
Mesoleius melanoleucus là một loài tò vò trong họ Ichneumonidae.